# Yells 〜It's a beautiful life〜
「Yells 〜It's a beautiful life〜」（エールズ イッツ ア ビューティフル ライフ）は、『Animelo Summer Live 2008 -Challenge-』のテーマソング。2008年7月23日にevolutionから発売された。

## 概要
- 『Animelo Summer Live 2008 -Challenge-』のテーマソング。
- 作詞は奥井雅美、作曲は影山ヒロノブが担当している。
- 歌は、ライブに出演したアーティストが担当している。ただし追加で出演が決まったアーティストは参加していない。
- 初回限定生産盤は、音楽CDと共に、レコーディング風景とPVが収録されたDVDが同梱されている。

## 収録曲
1. Yells 〜It's a beautiful life〜 [6:32]
歌:ALI PROJECT（宝野アリカ）、石川智晶、石田燿子、ELISA、GRANRODEO、栗林みな実、サイキックラバー、savage genius、JAM Project（影山ヒロノブ、遠藤正明、きただにひろし、奥井雅美、福山芳樹）、Suara、茅原実里、平野綾、美郷あき、水樹奈々、May'n、桃井はるこ、米倉千尋
作詞：奥井雅美、作曲：影山ヒロノブ、編曲：鈴木Daichi秀行
2. Yells 〜It's a beautiful life〜 （女性 Only Vocal Version） [6:32]
歌:ALI PROJECT、石川智晶、石田燿子、ELISA、栗林みな実、savage genius、奥井雅美、Suara、茅原実里、平野綾、美郷あき、水樹奈々、May'n、桃井はるこ、米倉千尋
3. Yells 〜It's a beautiful life〜 （男性 Only Vocal Version） [6:32]
歌:GRANRODEO、サイキックラバー、影山ヒロノブ、遠藤正明、きただにひろし、福山芳樹
4. Yells 〜It's a beautiful life〜 （Off Vocal Version）